# ドムトルーパー
ドムトルーパー (DOM TROOPER) は、「ガンダムシリーズ」のうちのコズミック・イラ (C.E.) 年代を描いた「ガンダムSEEDシリーズ」に登場する架空の兵器。初出作品は、テレビアニメの第2作として2004年 - 2005年に放送された『機動戦士ガンダムSEED DESTINY』。
「ガンダムシリーズ」の主要兵器である人型ロボット「モビルスーツ (MS) 」の1機種で、作中勢力のひとつである「プラント」の軍事組織「ザフト」の主力機候補として開発された機体。仕様上の問題点から主力の座をザクウォーリアに奪われたが、密かに設計データを入手した秘密組織「ターミナル」の機体として数機が量産された。脚部にホバー走行用の推進器を備えるほか、背中にはザクと共通規格の換装用アタッチメントを内蔵している。アニメ劇中では、ザフトを脱退したヒルダ、マーズ、ヘルベルトの3人が搭乗する。『DESTINY』から登場するザフト系MSの多くは、「ガンダムシリーズ」全体の起源である『機動戦士ガンダム』のジオン公国軍製MSを参考にしており、この機体も陸戦用MSである「ドム」を参考にデザインされている。
当記事では、外伝の『機動戦士ガンダムSEED DESTINY MSV』に登場する本来の仕様についても解説する。

## 設定・デザイン
『機動戦士ガンダム』のころから多くのメカを描いてきた大河原邦男が、ほかのメカたちとともに担当している。『機動戦士ガンダムSEED DESTINY』の監督を務めた福田己津央はインタビューにおいて、ドムトルーパーの発案者は同作でキャラクターデザインを担当した平井久司であると語っている。福田によれば、グフイグナイテッドの登場が決定した後、「ザク、グフ、ドムは揃えたい」という平井の要望から同機体が誕生したという。また、ドムトルーパーのパイロットの一人であるヒルダ・ハーケンのデザインは、ガンダムシリーズ第1作『機動戦士ガンダム』に登場したマチルダ・アジャンに眼帯を付けた姿を意識したと言及している。

## 設定解説
諸勢力の非戦派から構成される組織「ターミナル」が、ザフトのデータベースから奪取した設計図を基に、独自の仕様変更を加えて製造した機体。
ザフトでは前大戦終結後もMS開発が行われ、数度のコンペティションが行われた。ドムトルーパーはその一つであり、ザク量産試作型をベースとし、ミラージュコロイド技術とウィザードシステムを搭載した機体として開発されていた。ザフトでは「ドムトルーパー（オリジナル仕様）」としてロールアウトされたが、ミラージュコロイドを用いた攻性フィールド（スクリーミングニンバス）がユニウス条約によって使用不能となり、その価値が低下してしまう。また、もう一つの特徴であるホバリング推進システムによって本機は地上では他の二足歩行MSを圧倒する機動力を得たが、これを使いこなすには特殊な技術を必要とし、ジンやゲイツなどに乗り慣れたザフト軍の兵士たちには不評であった。これらの理由から、本機は数機の試作機が作られた段階でザフトの次期主力MS選定コンペティションからは落選し、同じくウィザードシステムを受け継いだうえに多くのザフト兵が操縦しやすいザクウォーリアが次期主力MSに採用された（ただし、このコンペからの脱落自体が、ザフト中枢に浸透していた「ターミナル」工作員の謀略だとする説も根強くあるという）。
「ターミナル」はこの折にザフトのデータベースからその設計データを削除し、機体データが記録されたコンペティション用に作られたプレゼンテーション資料（生産ラインのプランと設計データ）を入手すると、衛星軌道上のアステロイド工廠「ファクトリー」で本機の量産を開始する。また、簡易ウィザードやビームシールドの導入といった仕様変更を行い、最終整備を経てオーブ防衛戦（オペレーション・フューリー）参戦までに3機が完成した。
こうして完成した本機はクライン派の手に渡り、エターナル艦載MSとして前大戦を生き残ったエースパイロットにより運用された。オーブ対反ロゴス同盟軍の戦いではオーブ国防軍側に合流して参戦し、続くステーションワン攻防戦やメサイア攻防戦でも活躍した。
なお、ZGMF-XX09Tという型式番号は開発者が非公式に呼んでいたもので（本来ならニューミレニアムシリーズで採用されるはずであった本機が、サードステージで復活することへの願いを込めたと言われており）、ザフトでは欠番となっている。また、ドムの名称は「ドム=DOM=Dauntless Obliterator Magnificent（壮大なる不屈の抹殺者）」、トルーパー=TROOPERは英語で「騎兵」の意。命名者はクライン派ではなく、元々ザフトで開発されていた当時の技術者によるものである。

### 武装
MMI-GAU25A 20mmCIWS
両肩部に装備された近接防御バルカン砲。インパルスやセイバーに装備されたものと同型。
MX2351 ソリドゥス・フルゴール ビームシールド発生装置
両腕部に装備された光学防御兵器。 ストライクフリーダム開発の際に培ったノウハウを生かして開発されたもので、デスティニー、レジェンドに装備されたものと同型。ターミナル独自の改装によるもので、オリジナルの仕様には存在しなかった装備である。本装備によって実体型のシールドを必要としなくなったため、機体重量の軽減と、シールド用部材の節約などの運用面での効率化を実現している。
JP536X ギガランチャーDR1マルチプレックス
砲身上部に実体弾、下段にビーム発射口がある連装式構造の大型バズーカ砲。設計段階では専用ウィザードとの連動を想定していたが、ターミナルの改修によって小型化された。腰部にマウント可能。
G14X31Z スクリーミングニンバス
左胸部に装備されている攻性防御装置。ビームと同じ性質を持つ粒子を散布し、ミラージュコロイド電場技術を応用することで、敵にダメージを与える攻性の幕状に展開する防御フィールドを形成する。複数機のフィールドを合わせることで強固に増幅して突撃することも可能で、多岐に渡る運用が可能となっている。
ビームサーベルを面で展開したような装備とも評される。この装備を用い、本機3機の連携でフィールドの効果範囲を拡大するフォーメーションを、「ジェットストリームアタック」と呼称する。
EX-EZ1200 イージーウィザード
2基の小型スラスターとビームサーベル1本がマウントされた簡易型ウィザード。ウィザードシステムには当初の設計思想に沿って対応しているためにウィザードパックの背部装備が可能であるが、クライン派の物資調達ルートではそのウィザードパックの入手が困難であったため、オリジナルにあったナイトウィザードは廃止され、代替措置として製造された。
MA-X848HD 強化型ビームサーベル
背部イージーウィザードに搭載されたビームサーベル。インパルスなどセカンドシリーズ系列機のものよりも旧式であるが、出力を強化したことにより、同等以上の性能を発揮する。

### 劇中での活躍
ロゴス代表ロード・ジブリールの身柄引き渡しを名目にしたザフト軍のオーブ侵攻作戦において、ヒルダ、ヘルベルト、マーズの搭乗する本機3機が宇宙から直接増援として降下ポッドを用いて降り立ち、ザフト軍と交戦する。ジェットストリームアタックをはじめとした絶妙なチームワークと強力な武装、高い機動力による圧倒的な戦闘力を発揮し、ザフト軍のザクウォーリアやグフイグナイテッド、アッシュなどの新鋭MS隊を撃破した。
キラたちのオーブ軍編入に合わせて本機は3機ともアークエンジェルへの搭載を経てエターナルに合流し、プラント最高評議会議長ギルバート・デュランダルの提唱するデスティニープランを巡る月面での決戦において、ルナマリア・ホークの搭乗するフォースインパルスをジェットストリームアタックで撃退した。その後も、ザフト軍のグフイグナイテッドやザクウォーリアを3機の連携攻撃で多数撃破したことに加え、オーブ軍のアカツキなどの奮戦も重なり、月面付近のザフト軍艦隊は壊滅に近い状態になった。本機は3機とも損傷らしい損傷はせず、パイロットも生存している（ただし、特別編『機動戦士ガンダムSEED DESTINY FINAL PLUS〜選ばれた未来〜』やHDリマスター版では、ヒルダ機が被弾している）。

## ドムトルーパー（オリジナル仕様）
雑誌『月刊ホビージャパン』の模型連動記事『機動戦士ガンダムSEED DESTINY MSV』にて登場した。デザインは大河原邦男によるもので、バックパックは2005年に放送されたNHK大河ドラマ『義経』の影響もあり、武蔵坊弁慶のイメージが取り入れられている。
設定解説
型式番号：ZGMF-XX09T。コンペティションに出品されたオリジナル仕様の機体。ファクトリーで生産された機体と違い、通常の実体シールドを装備している。また、専用パック「ナイトウィザード」を装備する。
開発データはすでに失われているが、ザフト軍の開発セクションには試作されたXX09Tが2機現存しており、この機体をリバースエンジニアリングしてデータを再構築する提案も挙がったが、実行には移されていない。

### 武装（オリジナル仕様）
JP536X ギガランチャーDR1マルチプレックス
ファクトリー仕様と同名だが、無誘導ロケット砲弾はファクトリー仕様と違い、ウィザード内の弾倉から引き出されたベルトリンクにより、供給される。毎分100発の高速連射が可能であり、砲身下部のビーム砲は同時にデジネーター兼アンチセンサー用ダズラーとしても機能する。
ドリルランスMA-SX628フォーディオ
XX09T専用に開発された白兵戦用兵器。超硬合金製のドリル状弾頭部は、標的へ貫入すると同時に基部のロケットモーターの推力で高速回転し、標的内部に侵入後にはグリップから切り離され、爆発する。残されたグリップには新たな弾頭を装着し、繰り返し使用することが可能となっている。
なお、fodioはラテン語で「掘る」の意。
G14X31Z スクリーミングニンバス
対ビームシールド
対ビーム微細トレッド処理を施されたシールド。中央に穴が空けられており、そこにドリルランスを通した状態で標的に突撃することができる。
EX-G1 ナイトウィザード
機体と共に設計された専用ウィザード。武装コンテナとしての役割を持つ。ギガランチャーの弾丸と、ドリルランスの弾頭部を多数収容する。